# Късна пролет
„Късна пролет“ (на японски: 晩春) е японски филм от 1949 година, семейна драма на режисьора Ясуджиро Озу по негов сценарий в съавторство с Кого Нода, базиран на романа „Баща и дъщеря“ от Казуо Хироцу.
В центъра на сюжета е млада жена в следвоенна Япония, която не желае да напусне дома на овдовелия си баща, който от своя страна се опитва да я убеди да създаде свое семейство. Главните роли се изпълняват от Сецуко Хара, Чишу Рю, Харуко Сугимура, Юмеджи Цукиока.